# Hoshiarpur (district)
Hoshiarpur is een district van de Indiase staat Punjab. Het district telt 1.478.045 inwoners (2001) en heeft een oppervlakte van 3310 km².
Amritsar · Barnala · Bathinda · Faridkot · Fatehgarh Sahib · Fazilka · Firozpur · Gurdaspur · Hoshiarpur · Jalandhar · Kapurthala · Ludhiana · Mansa · Moga · Muktsar · Pathankot · Patiala · Rupnagar · Sahibzada Ajit Singh Nagar (Mohali) · Sangrur · Shahid Bhagat Singh Nagar · Tarn Taran